# Bratton Fleming
Bratton Fleming är en by och en civil parish i North Devon i Devon i England. Orten hade 1 069 invånare (2011). Byn nämndes i Domedagsboken (Domesday Book) år 1086, och kallades då Bratone/Brotone.